# Ang Eng

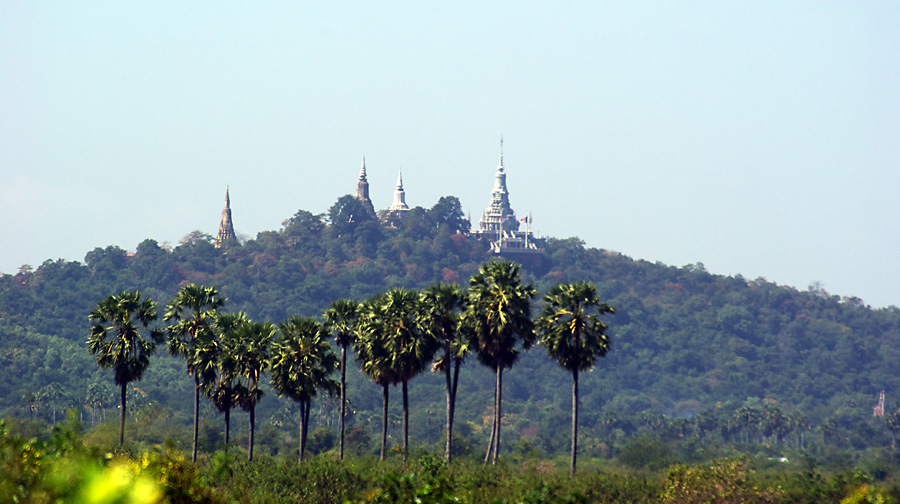
Vid foten av berget Phnom Oudong, nordväst om Phnom Penh, var Oudong kungligt residens och Kambodjas huvudstad under mer än 250 år fram till 1866

Ang Eng (khmer: អង្គអេង), född 1773, död 8 november 1796, var kung av Kambodja 1779-1796 under namnet Noreay Reachea III. Han var son till kung Outey II.
Vid sju års ålder installerades Ang Eng som kung i Oudong, under beskydd som lydkonung under Siamriket  samtidigt som Thailand i tysthet annekterade Kambodjas tre nordligaste provinser och Battambangs och Siem Reaps länsherrar fick vasallstatus till kungen av Siam.

## Familj
Trots sina unga ålder av 24 år när han dog 1796, hade Ang Eng blivit far till sex barn med tre hustrur.
Ett barn utan kända uppgifter:
1. Meatuccha

Med prinsessan Moneang Aut:
1. Sonen Ang Chan II  (1792–1834) med namnet Outey Reachea III kung av Kambodja 1806–1834.
Efter hans död regerade Ang Chans dotter Ang Mey med oklar status 1834–1841[3]
2. Ang Snuong  (1794–1822)

Med prinsessan Moneang Ke:
1. Ang Phim  (1793–1798)

Med prinsessan Moneang Ros:
1. Ang Em (1794–1844)
2. Sonen Ang Duong  (1796–1860), kung av Kambodja 1841-1860